# Октябрёво (Гомельская область)
Октябрёво (бел. Акцяброва; до 30 июля 1964 года деревни — Новая Быч и Старая Быч) — деревня в Кормянском районе Гомельской области Беларуси. В составе Литвиновичского сельсовета. Ранее в составе и административный центр Октябрёвского сельсовета. 

## География

### Расположение
В 17 км на север от Кормы, в 55 км от железнодорожной станции Рогачёв (на линии Могилёв — Жлобин), в 120 км от Гомеля.

### Гидрография
На реке Вилейка (приток реки Косолянка).

## Транспортная сеть
Транспортные связи по просёлочной, затем автомобильной дороге Кричев — Бобруйск. Планировка состоит из разделённых рекой 2 частей: северной (к прямолинейной широтной улицы присоединяются 3 переулка и небольшой участок застройки на западе) и южной (почти прямолинейная, близкая к широтной ориентации улица). Застройка двусторонняя, преимущественно деревянная усадебного типа.

## История
Согласно письменным источникам известна с XVII века как деревня Быч в Речицком повете Минского воеводства Великого княжества Литовского. После 1-го раздела Речи Посполитой (1772 год) в составе Российской империи. В 1884 году центр волости в Быховском уезде Могилёвской губернии. Позже разделилась на 2 деревни: Старая Быч и Новая Быч. В 1893 году в деревне Новая Быч открыта школа и для неё построено здание.
В 1922 году действовала семилетняя школа. Деревня Старая Быч с 20 августа 1924 года центр Старобычанского, с 25 марта 1965 года Октябревского сельсовета Кормянского, с 25 декабря 1962 года Рогачёвского, с 6 января 1965 года Чечерского, с 30 июля 1966 года Кормянского районов Могилёвского (до 26 июля 1930 года) округа, с 20 февраля 1938 года Гомельской области.
В 1930 году организованы колхозы «2-я пятилетка» и «Спартак», работали 3 ветряные мельницы, кузница. Некоторое время во время Великой Отечественной войны здесь в 1943 году размещался штаб Белорусского фронта. В боях около деревни погиб 31 советский солдат (похоронены в братской могиле в центре). На фронтах и в партизанской борьбе погибли 234 жителей. В 1964 году деревни Старая Быч и Новая Быч объединились в одну под названием Октябрёво. Центр совхоза «Заря коммунизма». Расположены средняя школа, Дом культуры, библиотека, амбулатория, отделение связи, детский сад.
В состав Октябревского сельсовета до 1987 года входил, в настоящее время не существующий, посёлок Заболоцкое.

## Население

### Численность
- 2004 год — 239 хозяйств, 565 жителей.

### Динамика
- 1959 год — в деревне Новая Быч 455 жителей, в деревне Старая Быч 582 жителя (согласно переписи).
- 2004 год — 239 хозяйств, 565 жителей.